# Inspektor Eddie
Inspektor Eddie (ang. Keen Eddie, 2003) – amerykańsko-brytyjski serial kryminalny nadawany przez stację Fox Broadcasting Company od 6 czerwca do 24 lipca 2003 roku. W Polsce emitowany był na kanałach TVN Siedem i Comedy Central.

## Fabuła
Serial opisuje losy Eddiego Arlette'a (Mark Valley), nowojorskiego detektywa, którego policja po nieudanej akcji postanawia wysłać do Anglii.

## Obsada

### Główna
- Mark Valley jako detektyw Eddie Arlette
- Sienna Miller jako Fiona Bickerton
- Julian Rhind-Tutt jako inspektor Monty Pippin
- Colin Salmon jako Nathaniel Johnson
- Alexei Sayle jako Rudy Alexander

### Gościnnie
- Rachael Buckley jako Carol Ross
- Theo Fraser Steele jako Nigel
- Daniel Goldenberg jako Johnny Red
- Sarah-Jane Potts jako Audry
- Ivana Horvat jako Milli
- Anya Lahiri jako Zoe
- Meredith Ostrom jako Dominique
- Sarah Vandenberg jako Valentine Hughes
- Martin Hanhock jako Fishy
- Nick Malinowski jako Cheap Trick